# Alexander Sims

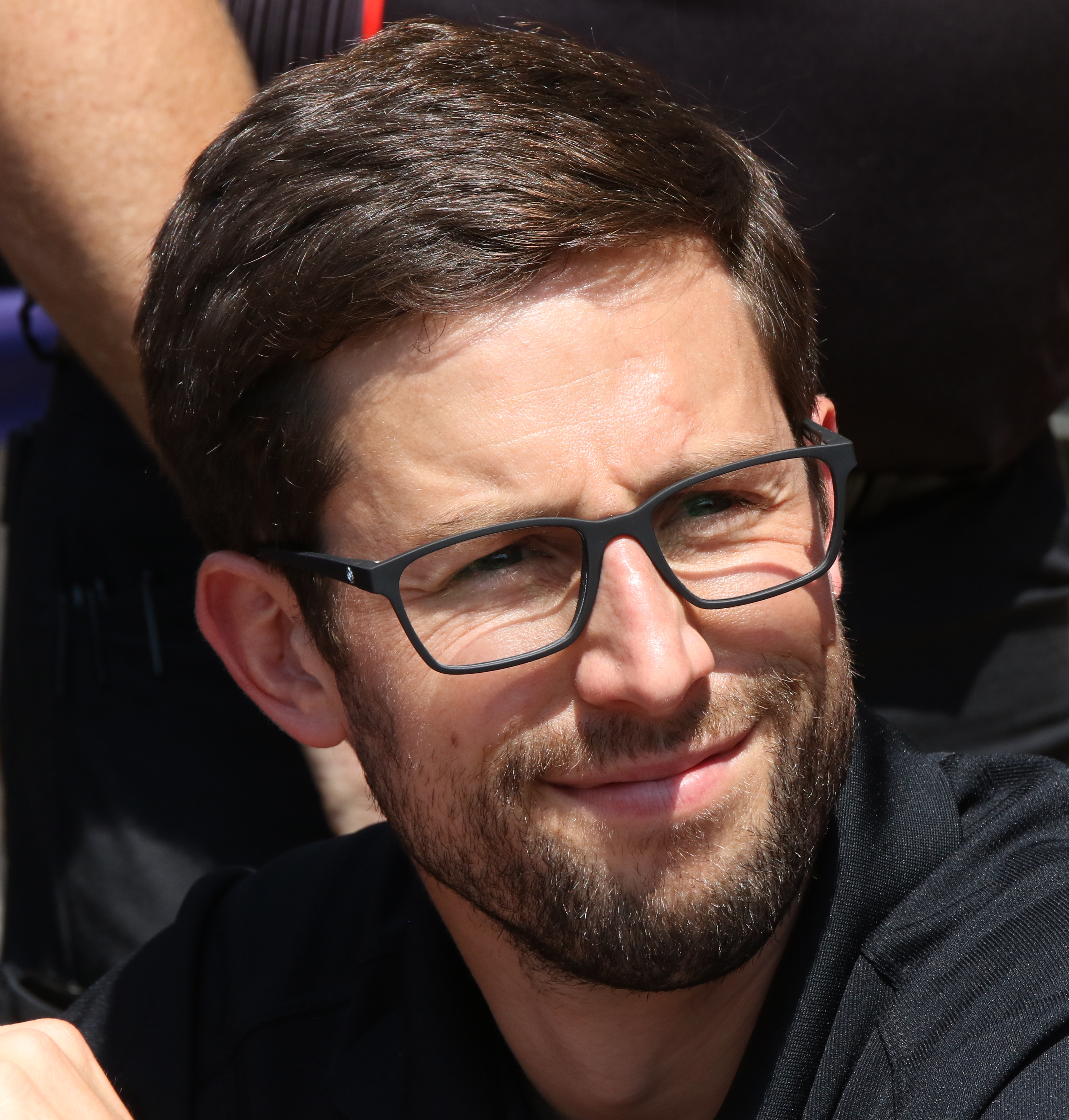
Alexander Sims 2023

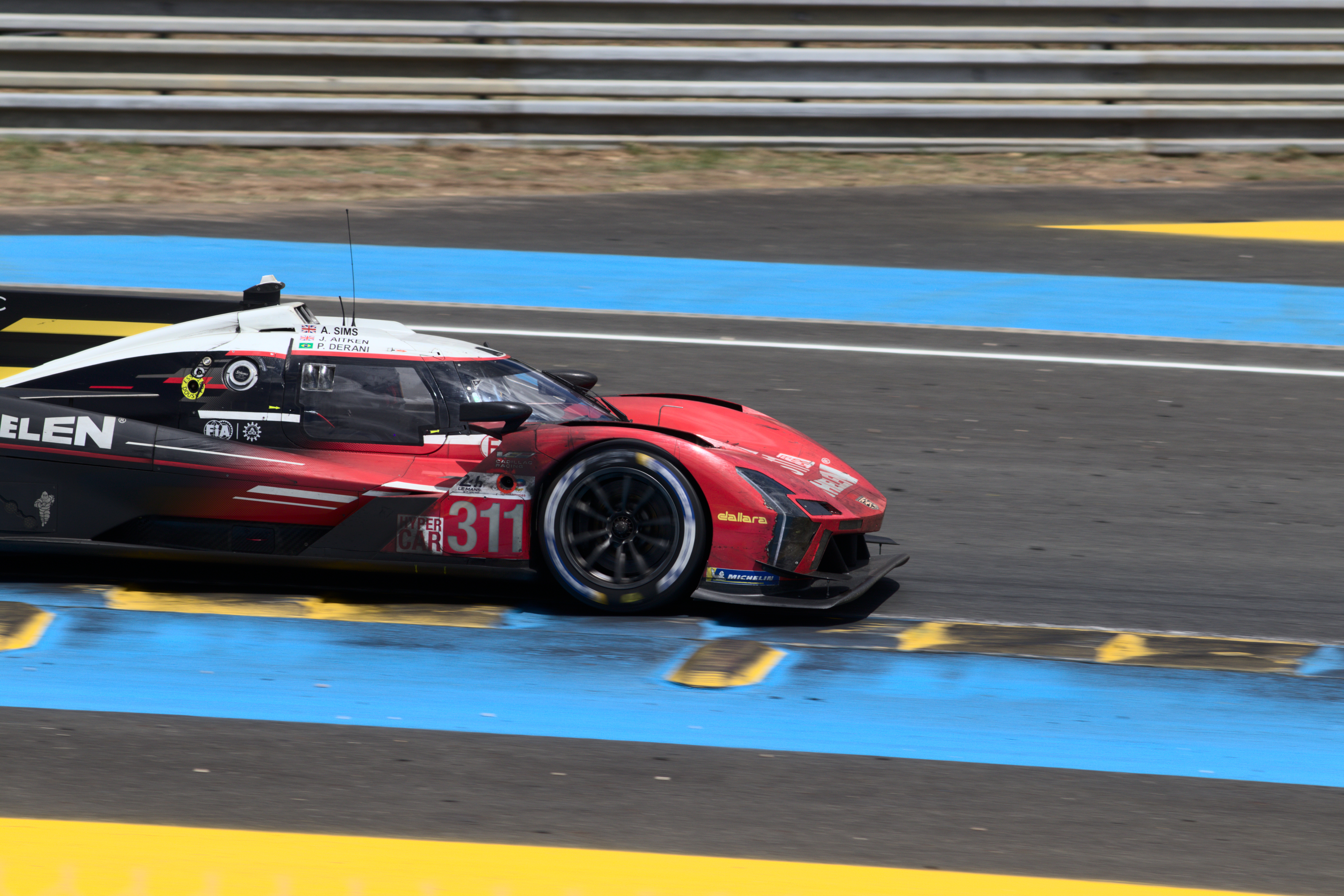
Alexander Sims im Cadillac V-Series.R beim 24-Stunden-Rennen von Le Mans 2023

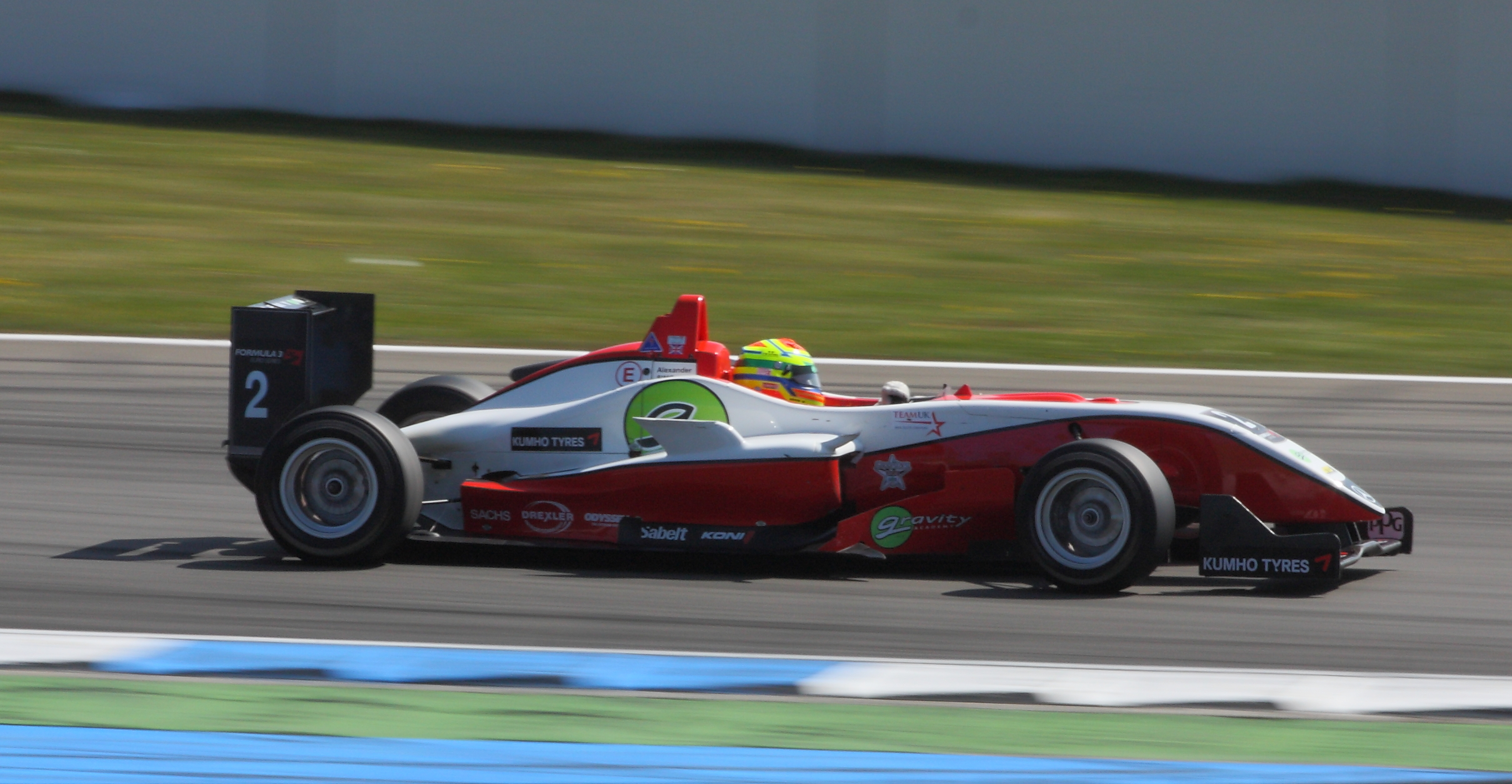
Sims bei der Formel-3-Euroserie am Hockenheimring (2010)

Alexander George Oliver Sims (* 15. März 1988 in London) ist ein britischer Automobilrennfahrer. Er gewann 2008 den McLaren Autosport BRDC Award. Seit 2023 geht er in der IMSA SportsCar Championship an den Start.

## Karriere
Nachdem Sims von 2000 bis 2006 im Kartsport aktiv gewesen war, machte er 2006 in der Winterserie der britischen Formel Renault seine ersten Erfahrungen im Formelsport. 2007 war Sims in der britischen Formel Renault aktiv und wurde mit einem Sieg Achter in der Meisterschaft. Außerdem nahm er an einigen Rennen der französischen und nordeuropäischen Formel Renault teil und startete in der Winterserie der britischen Formel Renault. 2008 blieb Sims eine weitere Saison in der britischen Formel Renault und wurde Vizemeister hinter Adam Christodoulou. Darüber hinaus nahm er an zwei Rennen des Formel Renault 2.0 Eurocups teil und erreichte dabei immer die Top-10. Außerdem absolvierte er Gaststarts in der westeuropäischen Formel Renault und der pazifischen Formel BMW.
2009 wechselte Sims zu Mücke Motorsport in die Formel-3-Euroserie, in der er beim Sonntagsrennen auf dem Nürburgring seinen ersten Sieg feierte. Am Saisonende belegte er den vierten Platz in der Gesamtwertung. Außerdem nahm Sims an zwei Rennwochenenden der internationalen Formel Master als Gaststarter teil. 2010 wechselte Sims zu ART Grand Prix, dem Meisterteam des Vorjahrs, für das er seine zweite Saison in der Formel-3-Euroserie bestritt. Mit einem Sieg am ersten Rennwochenende in Le Castellet belegte er am Saisonende den vierten Gesamtrang. Außerdem absolvierte er für ART Gaststarts in der britischen Formel-3-Meisterschaft, bei denen er bei einem Rennen als Erster ins Ziel kam, und nahm an zwei Rennwochenenden der Auto GP teil. Beim Formel-3-Masters 2010 wurde er darüber hinaus Zweiter hinter seinem Teamkollegen Valtteri Bottas.
2011 wechselte Sims zu Status Grand Prix in die GP3-Serie. Mit einem Sieg und insgesamt fünf Podest-Platzierungen schloss er die Saison als bester Pilot seines Teams auf dem fünften Platz der Fahrerwertung ab. Darüber hinaus nahm er für Motopark Academy am Saisonfinale der britischen Formel-3-Meisterschaft teil. Dabei entschied er ein Rennen für sich. Außerdem startete er für TOM’S beim Macau Grand Prix.
2012 blieb Sims bei Status GP, startete für den Rennstall aber nicht mehr im Formelsport, sondern bei Langstreckenrennen in einem LMP2-Boliden. In der European Le Mans Series erreichte er mit einem dritten Platz bei seinem Debütrennen in Le Castellet und wurde Zehnter in der LMP2-Fahrerwertung. Für Status startete er 2012 zudem erstmals beim 24-Stunden-Rennen von Le Mans. Darüber hinaus kehrte er als Gaststarter für T-Sport zu einer Veranstaltung auf dem Nürburgring in die Formel-3-Euroserie zurück. Dabei kam er bei einem Lauf auf dem ersten Platz ins Ziel. Er benötigte die Teilnahme, um erneut beim Macau Grand Prix zu starten. 2013 startete Sims für Hexis Racing in einem McLaren MP4-12C GT3 in der Blancpain Endurance Series und wurde zusammen mit seinen Teamkollegen Álvaro Parente und Stef Dusseldorp 15. im GT3 Pro Cup. Außerdem absolvierte er in einem GT-Fahrzeug von McLaren zwei Rennen in der FIA GT Series. Darüber hinaus nahm er an mehreren Formelrennen teil. In der GP3-Serie 2013 trat er ein Rennwochenende für Status Grand Prix und drei Rennwochenenden für Carlin an. Mit Status erreichte er einen zweiten Platz, mit Carlin gewann er das Sprintrennen in Spa-Francorchamps und erzielte einen weiteren zweiten Platz. Er wurde Achter in der Fahrerwertung. In der europäischen Formel-3-Meisterschaft 2013 bestritt er vier Rennwochenenden für T-Sport und stand dabei in fünf von zwölf Rennen auf dem Podium. In der Meisterschaft lag er am Saisonende auf dem zehnten Platz.
2014 wechselte Sims in die britische GT-Meisterschaft zur Ecurie Ecosse. Er gewann zwei Rennen und wurde Dritter in der GT3-Wertung. Darüber hinaus nahm Sims für verschiedene Teams an der Blancpain Endurance Series teil. 2015 blieb Sims in der britischen GT-Meisterschaft bei der Ecurie Ecosse. Er gewann erneut zwei Rennen und verbesserte sich auf den zweiten Gesamtrang. Außerdem nahm er an einem Rennen der Blancpain Endurance Series teil und er kehrte mit Hitech Grand Prix für zwei Veranstaltungen als Gaststarter in die europäische Formel-3-Meisterschaft zurück.
2016 lag Sims Hauptaugenmerk auf dem Blancpain GT Series Sprint Cup. Er startete für Rowe Racing. Ein zweiter Platz war das beste Ergebnis von ihm und seinem Teamkollegen Philipp Eng, die die Saison auf dem elften Rang beendeten. Außerdem startete er für Rowe Racing im Blancpain GT Series Endurance Cup. Hier gewann er zusammen mit Eng und Maxime Martin das 24-Stunden-Rennen von Spa-Francorchamps. In der Gesamtwertung erreichte er zusammen mit Eng Platz vier. Ferner startete er zu einigen Rennen der britischen GT-Meisterschaft und er absolvierte erneut Gaststarts in der europäischen Formel-3-Meisterschaft.
2017 trat Sims für BMW RLL in der WeatherTech Sports Car Championship an, wo er an der Seite von Bill Auberlen drei Rennen gewinnen und den zweiten Platz in der GT-Le Mans-Klasse erringen konnte. Auch im Blancpain GT Series Endurance Cup startete er erneut, diesmal jedoch ohne großen Erfolg: In der Gesamtwertung blieb ihm nur der 27. Platz. 
2018 macht Sims in der WeatherTech Sports Car Championship weiter, wo er an der Seite von Connor De Phillippi in Virginia und Laguna Seca die GT-Le Mans-Wertung gewinnen konnte. Im Blancpain GT Series Endurance Cup startet er weiterhin für Rowe Racing; im Juli 2018 gelang ihm dort ein großer Erfolg, als er gemeinsam mit Nick Catsburg und Jens Klingmann den zweiten Platz bei den prestigeträchtigen 24 Stunden von Spa-Francorchamps errang. Zudem startete er zum zweiten Mal in Le Mans, erreichte das Ziel aber nicht.
Sims gab in der Saison 2018/19 sein Debüt in der FIA-Formel-E-Meisterschaft, wo er für BMW i Andretti Motorsport antrat. Mit einem zweiten Platz als bestes Ergebnis belegte er am Saisonende mit 57 Punkten den 13. Platz in der Fahrerwertung.

## Statistik

### Karrierestationen
| - 2000–2006: Kartsport - 2006: Britische Formel Renault, Winterserie (Platz 9) - 2007: Britische Formel Renault (Platz 8) - 2007: Französische Formel Renault (Platz 14) - 2007: Nordeuropäische Formel Renault (Platz 37) - 2007: Britische Formel Renault, Winterserie (Platz 19) - 2008: Britische Formel Renault (Platz 2) - 2008: Formel Renault 2.0 Eurocup (Platz 19) - 2009: Formel-3-Euroserie (Platz 4) - 2010: Formel-3-Euroserie (Platz 4) | - 2010: Auto GP (Platz 25) - 2011: GP3-Serie (Platz 5) - 2011: Britische Formel 3 (Platz 18) - 2012: ELMS, LMP2 (Platz 10) - 2013: Blancpain Endurance Series, Pro (Platz 15) - 2013: GP3-Serie (Platz 8) - 2013: Europäische Formel 3 (Platz 10) - 2013: FIA GT Series - 2014: Britische GT, GT3 (Platz 3) - 2014: Blancpain Endurance Series, Pro (Platz 19) | - 2014: Blancpain Endurance Series, Pro-Am (Platz 7) - 2015: Britische GT, GT3 (Platz 2) - 2015: Blancpain Endurance Series, Pro-Am (Platz 17) - 2016: Blancpain GT Series Sprint Cup (Platz 11) - 2016: Blancpain GT Series Endurance Cup (Platz 4) - 2016: Britische GT, GT3 (Platz 14) - 2017: WeatherTech Sports Car Championship, GT Le Mans (Platz 2) - 2017: Blancpain GT Series Endurance Cup (Platz 27) - 2018: WeatherTech Sports Car Championship, GT Le Mans - 2018: Blancpain GT Series Endurance Cup |

### Einzelergebnisse in der GP3-Serie
| Jahr | Team              | 1   | 2   | 3   | 4   | 5   | 6   | 7   | 8   | 9   | 10  | 11  | 12  | 13  | 14  | 15  | 16  | Punkte | Rang |
| ---- | ----------------- | --- | --- | --- | --- | --- | --- | --- | --- | --- | --- | --- | --- | --- | --- | --- | --- | ------ | ---- |
| 2011 | Status Grand Prix | TUR | TUR | ESP | ESP | ESP | ESP | GBR | GBR | GER | GER | HUN | HUN | BEL | BEL | ITA | ITA | 34     | 6.   |
| 2011 | Status Grand Prix | 8   | 1   | DNF | DNF | 6   | 2   | 2   | 3   | 12  | 2   | DSQ | 9   | DNF | DNF | 21* | DNF | 34     | 6.   |
| 2013 | Status Grand Prix | ESP | ESP | ESP | ESP | GBR | GBR | GER | GER | HUN | HUN | BEL | BEL | ITA | ITA | UAE | UAE | 77     | 8.   |
| 2013 | Status Grand Prix |     |     |     |     |     |     | 8   | 2   |     |     |     |     |     |     |     |     | 77     | 8.   |
| 2013 | Carlin            |     |     | 5   | 1   | 5   | 6   | 2   | 7   |     |     |     |     |     |     |     |     | 77     | 8.   |

### Einzelergebnisse in der europäischen Formel-3-Meisterschaft
| Jahr | Team                   | Motor            | 1   | 2   | 3   | 4   | 5   | 6   | 7   | 8   | 9   | 10  | 11  | 12  | 13  | 14  | 15  | 16  | 17  | 18  | 19  | 20  | 21  | 22  | 23  | 24  | 25  | 26  | 27  | 28  | 29  | 30  | 31  | 32  | 33  | Punkte | Rang |
| ---- | ---------------------- | ---------------- | --- | --- | --- | --- | --- | --- | --- | --- | --- | --- | --- | --- | --- | --- | --- | --- | --- | --- | --- | --- | --- | --- | --- | --- | --- | --- | --- | --- | --- | --- | --- | --- | --- | ------ | ---- |
| 2013 | ThreeBond with T-Sport | Threebond Nissan | MON | MON | MON | SIL | SIL | SIL | HO1 | HO1 | HO1 | BRH | BRH | BRH | SPI | SPI | SPI | NOR | NOR | NOR | NÜR | NÜR | NÜR | ZAN | ZAN | ZAN | VAL | VAL | VAL | HO2 | HO2 | HO2 |     |     |     | 112    | 10.  |
| 2013 | ThreeBond with T-Sport | Threebond Nissan |     |     |     |     |     |     |     |     |     |     |     |     |     |     |     | 14  | 4   | 5   | 2   | 3   | DNF | DNF | 10  | 9   | 2   | 2   | 3   |     |     |     |     |     |     | 112    | 10.  |
| 2015 | Hitech Grand Prix      | Mercedes         | SIL | SIL | SIL | HO1 | HO1 | HO1 | PAU | PAU | PAU | MNZ | MNZ | MNZ | SPA | SPA | SPA | NOR | NOR | NOR | ZAN | ZAN | ZAN | SPI | SPI | SPI | POR | POR | POR | NÜR | NÜR | NÜR | HO2 | HO2 | HO2 | –      | –    |
| 2015 | Hitech Grand Prix      | Mercedes         |     |     |     |     |     |     |     |     |     |     |     |     |     |     |     |     |     |     |     |     |     |     |     |     | 20  | 15  | 13  |     |     |     | 5   | DSQ | 4   | –      | –    |
| 2016 | Hitech Grand Prix      | Mercedes         | LEC | LEC | LEC | HUN | HUN | HUN | PAU | PAU | PAU | SPI | SPI | SPI | NOR | NOR | NOR | ZAN | ZAN | ZAN | SPA | SPA | SPA | NÜR | NÜR | NÜR | IMO | IMO | IMO | HOC | HOC | HOC |     |     |     | –      | –    |
| 2016 | Hitech Grand Prix      | Mercedes         |     |     |     |     |     |     |     |     |     |     |     |     |     |     |     |     |     |     |     |     |     |     |     |     |     |     |     | 9   | 11  | 5   |     |     |     | –      | –    |

Anmerkungen
1. 1 2  Gaststarter

### Einzelergebnisse in der FIA-Formel-E-Meisterschaft
| Jahr    | Team                      | 1   | 2   | 3   | 4   | 5   | 6   | 7   | 8   | 9   | 10  | 11  | 12  | 13  | 14   | 15  | 16  | Punkte | Rang |
| ------- | ------------------------- | --- | --- | --- | --- | --- | --- | --- | --- | --- | --- | --- | --- | --- | ---- | --- | --- | ------ | ---- |
| 2018/19 | BMW i Andretti Motorsport | DIR | MAR | SAN | MEX | HKG | SAY | ROM | PAR | MCO | BER | BRN | NYC | NYC |      |     |     | 57     | 13.  |
| 2018/19 | BMW i Andretti Motorsport | 18  | 4   | 7   | 14  | DNF | DNF | 17  | DNF | 13  | 7   | 11  | 4   | 2   |      |     |     | 57     | 13.  |
| 2019/20 | BMW i Andretti Motorsport | DIR | DIR | SAN | MEX | MAR | BER | BER | BER | BER | BER | BER |     |     |      |     |     | 49     | 13.  |
| 2019/20 | BMW i Andretti Motorsport | 8   | 1   | DNF | 5   | DNF | 9   | 19  | 10  | 13  | 11  | 13  |     |     |      |     |     | 49     | 13.  |
| 2020/21 | Mahindra Racing           | DIR | DIR | ROM | ROM | VAL | VAL | MCO | PUE | PUE | NYC | NYC | LON | LON | BER  | BER |     | 54     | 19.  |
| 2020/21 | Mahindra Racing           | 7   | 15  | DNF | 2   | DSQ | 23  | DNF | 4   | DNF | DNF | 6   | DNF | 16  | °17° | 5   |     | 54     | 19.  |
| 2021/22 | Mahindra Racing           | DIR | DIR | MEX | ROM | ROM | MCO | BER | BER | JAK | MAR | NYC | NYC | LON | LON  | SEO | SEO | 14     | 17.  |
| 2021/22 | Mahindra Racing           | 14  | DNF | DNF | 12  | DNF | 11  | 9   | 18  | 15  | 14  | 14  | 4   | 13  | 11   | DNF | 12  | 14     | 17.  |

| Legende                      | Legende       | Legende                                                                 |
| Farbe                        | Abkürzung     | Bedeutung                                                               |
| ---------------------------- | ------------- | ----------------------------------------------------------------------- |
| Gold                         | —             | Sieger                                                                  |
| Silber                       | —             | 2. Platz                                                                |
| Bronze                       | —             | 3. Platz                                                                |
| Grün                         | —             | Platzierung in den Punkten                                              |
| Blau                         | —             | Klassifiziert außerhalb der Punkteränge                                 |
| Violett                      | DNF           | Rennen nicht beendet                                                    |
| Violett                      | NC            | nicht klassifiziert                                                     |
| Rot                          | DNQ           | nicht qualifiziert                                                      |
| Schwarz                      | DSQ           | disqualifiziert                                                         |
| Weiß                         | DNS           | nicht am Start                                                          |
| Weiß                         | WD            | zurückgezogen                                                           |
| Weiß                         | C             | Rennen abgesagt                                                         |
| Blanko                       |               | nicht teilgenommen                                                      |
| Blanko                       | DNP           | gemeldet, aber nicht teilgenommen                                       |
| Blanko                       | INJ           | verletzt oder krank                                                     |
| Blanko                       | EX            | ausgeschlossen                                                          |
| sonstige Formate und Zeichen | P/fett        | Pole-Position                                                           |
| sonstige Formate und Zeichen | kursiv        | Schnellste Rennrunde (ab 2017/18: Schnellste Rennrunde der ersten Zehn) |
| sonstige Formate und Zeichen | unterstrichen | Führender in der Gesamtwertung                                          |
| sonstige Formate und Zeichen | °             | FanBoost                                                                |
| sonstige Formate und Zeichen | *             | nicht im Ziel, aufgrund der zurückgelegten Distanz aber gewertet        |
| sonstige Formate und Zeichen | ( )           | Streichresultat                                                         |

### Le-Mans-Ergebnisse
| Jahr | Team                  | Fahrzeug                | Teamkollege        | Teamkollege            | Platzierung | Ausfallgrund |
| ---- | --------------------- | ----------------------- | ------------------ | ---------------------- | ----------- | ------------ |
| 2012 | Status Grand Prix     | Lola B12/80             | Yelmer Buurman     | Romain Iannetta        | Ausfall     | Motorschaden |
| 2018 | BMW Team MTEK         | BMW M8 GTE              | Augusto Farfus     | António Félix da Costa | Ausfall     | Unfall       |
| 2021 | Corvette Racing       | Chevrolet Corvette C8.R | Nick Tandy         | Tommy Milner           | Rang 44     |              |
| 2022 | Corvette Racing       | Chevrolet Corvette C8.R | Nick Tandy         | Tommy Milner           | Ausfall     | Unfall       |
| 2023 | Action Express Racing | Cadillac V-Series.R     | Luís Felipe Derani | Jack Aitken            | Rang 17     |              |

### Sebring-Ergebnisse
| Jahr | Team                                        | Fahrzeug                     | Teamkollege        | Teamkollege         | Platzierung | Ausfallgrund |
| ---- | ------------------------------------------- | ---------------------------- | ------------------ | ------------------- | ----------- | ------------ |
| 2017 | BMW Team RLL                                | BMW M6 GTLM                  | Bill Auberlen      | Kuno Wittmer        | Rang 12     |              |
| 2018 | BMW Team RLL                                | BMW M8 GTLM                  | Bill Auberlen      | Connor De Phillippi | Rang 11     |              |
| 2021 | Corvette Racing                             | Chevrolet Corvette C8.R      | Nick Tandy         | Tommy Milner        | Rang 12     |              |
| 2023 | Whelen Engineering Racing                   | Cadillac V-Series.R          | Luís Felipe Derani | Jack Aitken         | Gesamtsieg  |              |
| 2024 | Corvette Racing                             | Chevrolet Corvette Z06 GT3.R | Antonio García     | Daniel Juncadella   | Ausfall     | Unfall       |
| 2025 | Corvette Racing by Pratt Miller Motorsports | Chevrolet Corvette Z06 GT3.R | Antonio García     | Daniel Juncadella   | Rang 25     |              |

### Einzelergebnisse in der FIA-Langstrecken-Weltmeisterschaft
| Saison  | Team              | Rennwagen               | 1   | 2   | 3   | 4   | 5   | 6   | 7   | 8   |
| ------- | ----------------- | ----------------------- | --- | --- | --- | --- | --- | --- | --- | --- |
| 2012    | Status Grand Prix | Lola B12/80             | SEB | SPA | LEM | SIL | SAO | BAH | FUJ | SHA |
| 2012    | Status Grand Prix | Lola B12/80             |     |     | DNF | 15  |     |     |     |     |
| 2018/19 | BMW Team MTEK     | BMW M8 GTE              | SPA | LEM | SIL | FUJ | SHA | SEB | SPA | LEM |
| 2018/19 | BMW Team MTEK     | BMW M8 GTE              | DNF |     |     |     |     |     |     |     |
| 2021    | Corvette Racing   | Chevrolet Corvette C8.R | SPA | POR | MON | LEM | BAH | BAH |     |     |
| 2021    | Corvette Racing   | Chevrolet Corvette C8.R | 44  |     |     |     |     |     |     |     |
| 2022    | Corvette Racing   | Chevrolet Corvette C8.R | SEB | SPA | LEM | MON | FUJ | BAH |     |     |
| 2022    | Corvette Racing   | Chevrolet Corvette C8.R | DNF |     |     |     |     |     |     |     |
| 2023    | Cadillac Racing   | Cadillac V-Series.R     | SEB | POR | SPA | LEM | MON | FUJ | BAH |     |
| 2023    | Cadillac Racing   | Cadillac V-Series.R     | 17  |     |     |     |     |     |     |     |